# سیارک ۳۶۴۸
سیارک ۳۶۴۸ (به انگلیسی: 3648 Raffinetti، نامگذاری:1957HK) سه هزار و ششصد و چهل و هشتمین سیارک کشف شده‌است که در ۲۴ آوریل ۱۹۵۷ کشف شد.
قدر مطلق سیارک برابر ۱۳٫۰۰ است.